# Лисичкин, Георгий Васильевич
Георгий Васильевич Лисичкин  (род. 26 сентября 1941, Москва, СССР) — российский химик, доктор химических наук. Лауреат Ломоносовской премии (1982), награждён Премией Совета Министров СССР (1984).

## Биография
Георгий Васильевич Лисичкин родился 26 сентября 1941 года в Москве.
В 1958 г. окончил среднюю школу № 683 г. Москвы. Химию преподавала замечательная учительница Мария Моисеевна Вейнберг, многие ученики которой стали химиками, закончив Химический Факультет МГУ, РХТУ и другие химические вузы. Со школьных лет интересовался теорией катализа.
С 1958 по январь 1964 года учился на Химическом Факультете МГУ. С 3-го курса начал заниматься под руководством доцента А. Е. Агрономова получением амальгам металлов. Дипломную работу выполнял на кафедре органического катализа. Тема дипломной работы — «Каталитическая активность металлического хрома, полученного разложением амальгамы».
В апреле 1964 г. поступил в аспирантуру и в 1969 г. защитил кандидатскую диссертацию по органической химии — «Каталитическая активность хрома, молибдена и вольфрама в реакциях гидро- и дегидрогенизации углеводородов».
С 1969 г. член Всесоюзного Химического Общества им. Д. И. Менделеева.
После окончания аспирантуры прошел путь от младшего научного сотрудника до главного научного сотрудника Химического факультета МГУ. Начав заниматься катализом и проблемами гетерогенизации гомогенных катализаторов, Георгий Васильевич создал свою научную группу и постепенно перешел к исследованиям в смежной области химии — химии привитых поверхностных соединений. В 1982 г. защитил докторскую диссертацию по химии поверхностно модифицированных соединений на тему «Синтез и свойства кремнезёмов, химически модифицированных органическими и металлоорганическими соединениями, и их применение в сорбции и катализе». Это была первая докторская работа на Химическом факультете по данной тематике. В диссертации были синтезированы и систематически изучены поверхностно модифицированные материалы и реализовано их применение (на основе дисперсного кремнезёма были синтезированы привитые поверхностные соединения — преимущественно катализаторы, а также сорбенты и гидрофобные материалы).
С 1982 года по 2016 год был членом диссертационных советов по нефтехимии и аналитической химии Химического факультета МГУ, по биофизике и экологии Физического факультета МГУ, по коллоидной химии и химии твердого тела СПбТИ, членом педагогических диссертационных советов на Факультете педагогического образования МГУ и Химическом факультете МПГУ.
С 13 декабря 1990 г. — профессор по специальности «Химия, физика и технология поверхности».
С 1992 г. — член президиума Российского Химического Общества им. Д. И. Менделеева. В период с 1994 г. по 2014 г. был главным редактором Журнала РХО им. Д. И. Менделеева.
В 1994 г. стал заведующим лабораторией органического катализа кафедры химии нефти и органического катализа. В последующем Георгий Васильевич изменил направление исследований лаборатории от катализа в сторону химии привитых соединений, и в 2012 г. лаборатория получила название «Лаборатория химии поверхности». Также Георгием Васильевичем были развернуты работы в области нанотехнологий, которые успешно развиваются в лаборатории.
Автор 400 научных статей, 93 патентов и 17 книг. Читает спецкурс «Каталитическая химия» для студентов 4-го курса Химического факультета МГУ кафедры химии нефти и органического катализа.

## Научные исследования

### Исследования в области катализа
Первые научные исследования Г. В. Лисичкина относились к области катализа. По этой тематике в 1960-е годы были защищены дипломная работа и кандидатская диссертация. Целью работ была попытка скоррелировать каталитическую активность металлов, полученных разложением амальгам, в модельных реакциях гидро-/дегидрогенизации углеводородов с фундаментальными свойствами металла: параметрами кристаллической решетки, заполнением d-зоны и др.
В 1970-е годы, с открытием Уилкинсоном гомогенного катализатора и его многочисленных аналогов, получил большое развитие металлокомплексный катализ, то есть катализ координационными соединениями переходных металлов. Георгий Васильевич был одним из первых, кто начал заниматься проблемой гетерогенизации гомогенных катализаторов (металлокомплексов), так как гомогенные катализаторы, обладая высокой селективностью, не технологичны. Это задача стала переходом от катализа к привитым поверхностным материалам, так как необходимо было разработать методы модифицирования поверхности носителя координационными соединениями. Георгием Васильевичем были успешно разработаны и предложены многочисленные методы гетерогенизации металлокомплексов. Были синтезированы новые гетерогенные металлокомплексные катализаторы, изучена их каталитическая активность и сделаны попытки внедрения в производство.

### Исследования в области химии привитых соединений
Основная область исследований — химия привитых поверхностных соединений — синтез и исследование материалов, физические свойства которых определяются носителем (твердым телом), а химические свойства — природой соединений, зафиксированных на поверхности носителя.
Георгий Васильевич, одним из первых начал исследование и, в особенности, изучение практического применения поверхностно модифицированных материалов. Впоследствии под руководством Г. В. Лисичкина было защищено 4 докторские диссертации по данной тематике, которые внесли значительный вклад в эту область — Г. В. Эрлих, С. М. Староверов, А. А. Сердан, А. Я. Юффа. Научной группой под редакцией Г. В. Лисичкина в 1986 г. была издана книга «Модифицированные кремнеземы в сорбции, катализе и хроматографии» — первая монография, в которой описаны классификация, методы получения и исследования, а также свойства и применение соединений нового типа — химически модифицированных кремнеземов.
За почти 40-летнюю историю исследований созданные Г. В. Лисичкиным научные группы добились больших успехов в химии привитых поверхностных соединений и их практическом применении:
- Группами С. М. Староверова и Г. В. Эрлиха были разработаны и внедрены в производство сорбенты для высокоэффективной жидкостной хроматографии. Выпущено несколько сотен тысяч патронов для концентрирования различных веществ.
- Разработаны методики синтеза супергидрофобных материалов (П. Г. Мингалёв и его сотрудники), методы изготовления высокочувствительных сенсоров (А. А. Кудринский и сотр.) и других объектов на основе поверхностно модифицированных соединений.

Современное научное направление, развиваемое Георгием Васильевичем в области нанотехнологий, — разработка методов химического модифицирования поверхности наночастиц.
Одним из примеров таких исследований служит разработка методов химического модифицирования поверхности наноалмазов лекарственными веществами для применения их в медицине и фармации, в частности, для осуществления направленной доставки лекарственных препаратов в организм. Некоторые работы уже доведены до крупномасштабного производства. Например, в лаборатории были разработаны биологически активные препараты на основе наночастиц серебра, модифицированного биологически активными лигандами, которые нашли применение в сельском хозяйстве, фармакологии и других областях.
В 2003 г. коллективом авторов под редакцией Г. В. Лисичкина выпущена книга «Химия привитых поверхностных соединений», в которой систематически изложены методы синтеза, особенности строения и исследования химических и физических свойств привитых поверхностных соединений.

### Работа в области образования и педагогики
Одна из важнейших сфер деятельности Г. В. Лисичкина — область образования. Будучи активным членом Российского химического общества Георгий Васильевич уделял и уделяет огромное внимание работе со школьниками и студентами.
В рамках этого общества занимался составлением заданий, организацией и проведением Российской и Всесоюзной химических олимпиад. Был председателем предметной комиссии Всероссийской и Всесоюзной химической олимпиады. Г. В. Лисичкин внес существенный вклад в создание принципов составления и методологии отбора задач для предметных олимпиад.
Начиная с 1990 г. много лет занимался организацией и проведением ежегодного Менделеевского конкурса-конференции студентов-химиков. В настоящее время участвует в работе жюри данного конкурса.
Первой крупной работой, связанной с педагогикой, служит книга «Химики изобретают» — сборник изобретательских задач по химии. Этот сборник переведен на английский язык и издан в США.
Последующая работа по педагогике была связана с выяснением предрасположенности человека к занятиям химией. На основе проведенной работы Георгием Васильевичем совместно с Л. А. Коробейниковой в 2003 г. была выпущена книга «Годитесь ли вы в химики?». В этом издании впервые была предложена система тестов для выявления у школьников склонности к занятиям химией, которая получила продолжение в работах психологов.
Под руководством Г. В. Лисичкина была выполнена и успешно защищена докторская диссертация Л. А. Коробейниковой на тему «Теория, методика и практика ориентации школьников на профессию химика».

## Увлечения
Ещё в студенческие годы Г. В. Лисичкин начал увлекаться летним и зимним туризмом. В последующем это стало одним из главных увлечений его жизни. Он сам руководил многими походами, приобщал к туризму студентов, аспирантов и сотрудников факультета. Бывал с экспедициями в Северной Карелии, на Камчатке, в Горном Алтае, на Кольском полуострове и др.
В зрелые годы начал заниматься сплавом на байдарках. Сплавлялся по многим рекам и озерам России, в особенности, северным рекам Вологодской, Архангельской областей. В рамках морских экспедиций ходил по Баренцеву и Японскому морям, Тихому и Северному Ледовитому океанам, дважды ходил на научно-исследовательских судах вдоль берегов Европы.
Является действительным членом Национального географического сообщества.

## Награды
- Лауреат Ломоносовской премии (1982) — за разработку многочисленных методов гетерогенизации химических соединений на поверхности дисперсного кремнезёма;
- Премия Совета Министров СССР (1984);
- Медаль Всесоюзного общества «Знание» (1990) — за успехи в области пропаганды (популяризации) химических знаний;
- Знаки «Отличник народного просвещения РСФСР» (1986) и «Отличник просвещения СССР» (1991) — за работы по организации и проведению Российской и Всесоюзной химических олимпиад;
- Почётный знак Российского химического общества (2013) — за многолетнюю работу по организации и проведению ежегодного Менделеевского конкурса-конференции студентов-химиков;
- Заслуженный научный сотрудник МГУ имени М. В. Ломоносова (2015);
- III место на Ломоносовских чтениях (2016) — за работы по химическому модифицированию детонационных наноалмазов лекарственными веществами с целью создания средств направленного транспорта лекарств;
- Медаль имени академика В. А. Легасова (2017) — за участие в разработке системы поддержки развития приоритетных направлений науки.

## Основные работы

### Книги
- «Химия привитых поверхностных соединений», М.: ФИЗМАТЛИТ, 2003. 592 с.
- «Гетерогенные металлокомплексные катализаторы», М., Химия, 1981. 160 c.
- «Модифицированные кремнеземы в сорбции, катализе и хроматографии», М., Химия, 1986. 248 c.
- «Гидриды переходных металлов в катализе», М., Знание, 1978. 64 c.
- «Наноалмазы в фармации и медицине», Рязань, 2016. 116 c.
- «Chemist Inventor», Norell Press (USA) NJ, USA, 1995. 164 p.
- «Годитесь ли вы в химики?» М.:ИКЦ «Академкнига», 2003. 144 с.